# المردم، البيضاء
المردم هي إحدى قرى الجمهورية اليمنية. تتبع جغرافيا لمحافظة البيضاءو إداريًا لمديرية البيضاء. يبلغ تعداد سكانها 2314 نسمة حسب الإحصاء الذي أجري عام 2004.